# Трезигалло
Трезигалло (итал. Tresigallo) —  коммуна в Италии, располагается в регионе Эмилия-Романья, подчиняется административному центру Феррара.
Население составляет 4754 человека, плотность населения составляет 238 чел./км². Занимает площадь 20 км². Почтовый индекс — 44039. Телефонный код — 0533.